# Список земноводних Чехії
Цей список є списком видів земноводних, спостережених на території Чехії. У фауні Чехії спостерігається 21 видів земноводних: 13 видів жаб та 8 видів саламандр і тритонів.

## Позначки
Теги, що використовуються для виділення охоронного статусу кожного виду за оцінками МСОП:
| EX | Extinct               | Зниклий                          |
| CR | Critically Endangered | Перебуває під критичною загрозою |
| EN | Endangered            | Перебуває під загрозою           |
| VU | Vulnerable            | Уразливий                        |
| NT | Near Threatened       | Близький до загрозливого стану   |
| LC | Least Concern         | У найменшій загрозі              |
| DD | Data Deficient        | Відомості недостатні             |
| NE | Not Evaluated         | Види з недослідженим статусом    |

## Ряд Хвостаті (Caudata)
Представники ряду Хвостаті відрізняються від інших сучасних земноводних видовженим тілом та наявністю у дорослих тварин хвоста. До нього відносяться саламандри та тритони. Налічує понад 580 видів, з них у Чехії трапляється 8 видів.

### Родина Саламандрові (Salamandridae)
| Українська назва                     | Чеська назва    | Латинська назва        | Автор таксона      | Статус МСОП | Поширення в Чехії                                                                 | Зображення |
| Ряд: Хвостаті (Caudata)              |                 |                        |                    |             |                                                                                   |            |
| Родина: Саламандрові (Salamandridae) |                 |                        |                    |             |                                                                                   |            |
| Саламандра вогняна                   | Mlok skvrnitý   | Salamandra salamandra  | Shaw, 1802         | LC          | По всій країні, але вразливий                                                     |            |
| Тритон гребінчастий                  | Čolek velký     | Triturus cristatus     | Laurenti, 1768     | LC          | По всій країні                                                                    |            |
| Тритон дунайський                    | Čolek dunajský  | Triturus dobrogicus    | (Kiritzescu, 1903) | NT          | У місці злиття річок Морава і Диє, поблизу Новомлинських водосховищ і біля Бзенця |            |
| Тритон сіроплямистий                 | Čolek dravý     | Triturus carnifex      | (Laurenti, 1768)   | LC          | У басейні річки Диє на півдні Моравії поблизу австрійського кордону.              |            |
| Тритон перетинчастий                 | Čolek hranatý   | Triturus helveticus    | Razoumovsky, 1789  | LC          | На околицях міста Красліце на чесько-німецькому кордоні.                          |            |
| Тритон звичайний                     | Čolek obecný    | Lissotriton vulgaris   | Linnaeus, 1758     | LC          | По всій країні, крім високогір'я                                                  |            |
| Тритон карпатський                   | Čolek karpatský | Lissotriton montandoni | Boulenger, 1880    | LC          | В горах Високий Єсенік і Гостинські врхи.                                         |            |
| Тритон гірський                      | Čolek horský    | Mesotriton alpestris   | Laurenti, 1768     | LC          |                                                                                   |            |

## Ряд Безхвості (Anura)
До ряду відносяться жаби та ропухи. Ряд налічує понад 6000 видів, з яких в Чехії трапляється 13 видів.

### Родина Кумкові (Bombinatoridae)
| Українська назва                 | Чеська назва      | Латинська назва   | Автор таксона  | Статус МСОП | Поширення в Чехії           | Зображення |
| Ряд: Безхвості (Anura)           |                   |                   |                |             |                             |            |
| Родина: Кумкові (Bombinatoridae) |                   |                   |                |             |                             |            |
| Кумка червоночерева              | Kuňka obecná      | Bombina bombina   | Linnaeus, 1761 | LC          | Фрагментарно по всій країні |            |
| Кумка жовточерева                | Kuňka žlutobřichá | Bombina variegata | Linnaeus, 1758 | LC          | Фрагментарний ареал         |            |

### Родина Часничницеві (Pelobatidae)
| Українська назва                   | Чеська назва      | Латинська назва  | Автор таксона    | Статус МСОП | Поширення в Чехії | Зображення |
| Ряд: Безхвості (Anura)             |                   |                  |                  |             |                   |            |
| Родина: Часничницеві (Pelobatidae) |                   |                  |                  |             |                   |            |
| Часничниця звичайна                | Blatnice skvrnitá | Pelobates fuscus | (Laurenti, 1768) | LC          |                   |            |

### Родина Ропухові (Bufonidae)
| Українська назва             | Чеська назва       | Латинська назва | Автор таксона    | Статус МСОП | Поширення в Чехії                   | Зображення |
| Ряд: Безхвості (Anura)       |                    |                 |                  |             |                                     |            |
| Родина: Ропухові (Bufonidae) |                    |                 |                  |             |                                     |            |
| Ропуха звичайна              | Ropucha obecná     | Bufo bufo       | Linnaeus, 1758   | LC          | По всій країні                      |            |
| Ропуха зелена                | Ropucha zelená     | Bufo viridis    | (Laurenti, 1768) | LC          |                                     |            |
| Ропуха очеретяна             | Ropucha krátkonohá | Bufo calamita   | (Laurenti, 1768) | LC          | Переважно у західній частині країни |            |

### Родина Райкові (Hylidae)
| Українська назва          | Чеська назва    | Латинська назва | Автор таксона  | Статус МСОП | Поширення в Чехії | Зображення |
| Ряд: Безхвості (Anura)    |                 |                 |                |             |                   |            |
| Родина: Райкові (Hylidae) |                 |                 |                |             |                   |            |
| Райка деревна             | Rosnička zelená | Hyla arborea    | Linnaeus, 1758 | LC          | По всій території |            |

### Родина Жаб'ячі (Ranidae)
| Українська назва          | Чеська назва      | Латинська назва       | Автор таксона   | Статус МСОП | Поширення в Чехії                    | Зображення |
| Ряд: Безхвості (Anura)    |                   |                       |                 |             |                                      |            |
| Родина: Жаб'ячі (Ranidae) |                   |                       |                 |             |                                      |            |
| Жаба трав'яна             | Skokan hnědý      | Rana temporaria       | Linnaeus, 1758  | LC          | По всій країні                       |            |
| Жаба гостроморда          | Skokan ostronosý  | Rana arvalis          | Nilsson, 1842   | LC          | У низинних районах до 600 м над р.м. |            |
| Жаба прудка               | Skokan štíhlý     | Rana dalmatina        | Bonaparte, 1840 | LC          | У низинних районах до 600 м над р.м. |            |
| Жаба ставкова             | Skokan krátkonohý | Pelophylax lessonae   | Camerano, 1882  | LC          |                                      |            |
| Жаба озерна               | Skokan skřehotavý | Pelophylax ridibundus | Pallas, 1771    | LC          | По всій країні                       |            |
| Жаба їстівна              | Skokan zelený     | Pelophylax esculentus | Linnaeus, 1758  | LC          | По всій країні                       |            |